# Poryte Włościańskie (gromada)
Poryte Włościańskie – dawna gromada, czyli najmniejsza jednostka podziału terytorialnego Polskiej Rzeczypospolitej Ludowej w latach 1954–1972.
Gromady, z gromadzkimi radami narodowymi (GRN) jako organami władzy najniższego stopnia na wsi, funkcjonowały od reformy reorganizującej administrację wiejską przeprowadzonej jesienią 1954 do momentu ich zniesienia z dniem 1 stycznia 1973, tym samym wypierając organizację gminną w latach 1954–1972.
Gromadę Poryte Włościańskie z siedzibą GRN w Porytem Włościańskiem utworzono – jako jedną z 8759 gromad – w powiecie kolneńskim w woj. białostockim, na mocy uchwały nr 17/V WRN w Białymstoku z dnia 4 października 1954. W skład jednostki weszły obszary dotychczasowych gromad Poryte Włościańskie, Poryte Szlacheckie, Budziski i Józefowo oraz wieś Dzierzbia z dotychczasowej gromady Dzierzbia ze zniesionej gminy Stawiski w tymże powiecie. Dla gromady ustalono 15 członków gromadzkiej rady narodowej.
31 grudnia 1959 do gromady Poryte Włościańskie przyłączono obszar zniesionej gromady Budy Stawiskie oraz Kolonię Dzierzbia oraz obszar lasów państwowych N-ctwa Mały Płock obejmujący oddziały 26 i 28—31 ze znoszonej gromady Zaskrodzie.
Gromadę Poryte Włościańskie zniesiono 1 stycznia 1972, a jej obszar włączono do gromad Stawiski (wsie Budy Poryckie, Budy Stawiskie, Budziski, Dzierzbia, Hipolitowo, Ignacewo, Poryte Szlacheckie, Poryte Włościańskie, Wilczewo i Zaborowo) i Mały Płock (wieś Józefowo).